# تابون
تابون (عامل اعصاب) (به انگلیسی: Tabun (nerve agent)) یک ترکیب شیمیایی است. شکل ظاهری این ترکیب، مایع قهوه‌ای است از این ماده صدام حسین به مراتب در جنگ ایران و عراق و حمله شیمیایی به حلبچه به عنوان ماده اصلی بمب شیمیایی استفاده کرد. این ماده در طبقه‌بندی سلاحهای شیمیایی جزو عوامل عصبی سری G قرار می‌گیرد. این ماده پیش از جنگ جهانی دوم توسط دانشمندان آلمانی کشف شد.

## تعاریف کلی

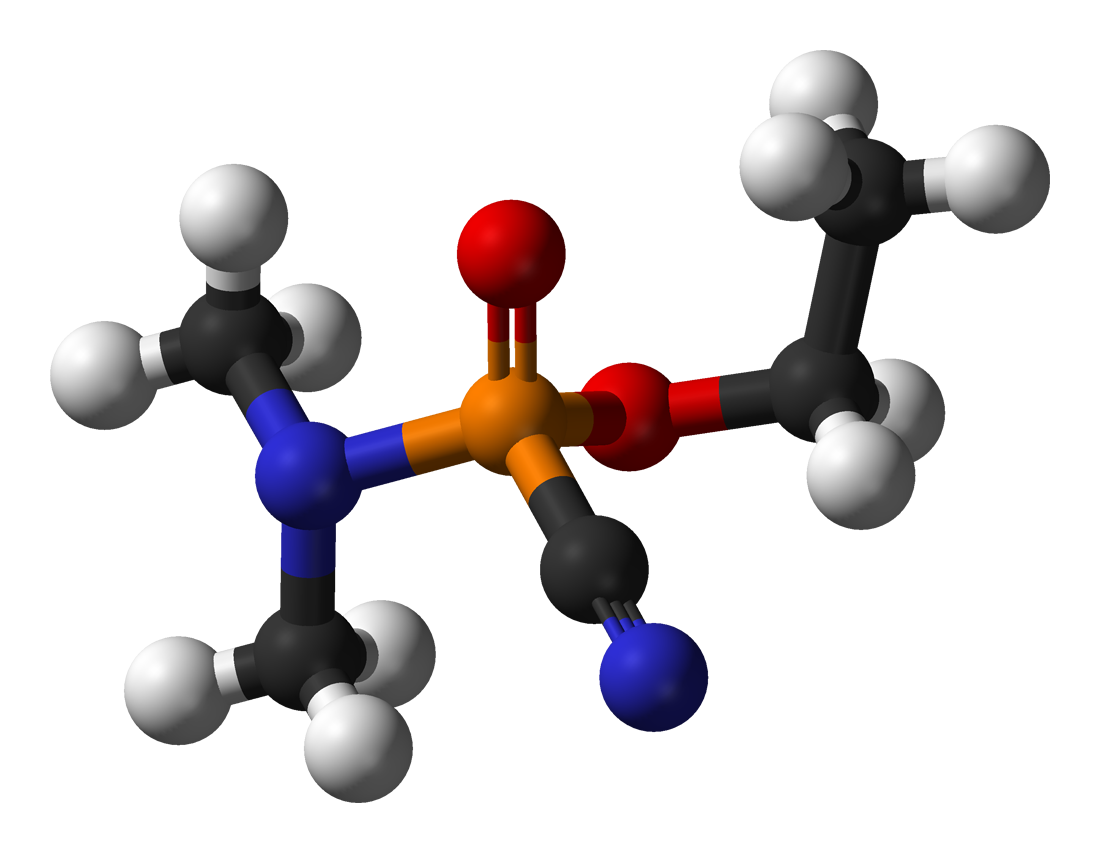
تابون

تابون یا GA(برآمده از نام آلمان) یک ترکیب فسفر آلی مصنوعی بسیار سمی است. مایعی است شفاف، بی رنگ و بی مزه با بوی کم رنگ میوه ای غالباً قهوه ای. این ماده به عنوان یک عامل عصبی طبقه بندی می شود زیرا می تواند به طور کشنده ای در عملکرد طبیعی سیستم عصبی پستانداران اختلال ایجاد کند. تولید آن به شدت کنترل شده و ذخیره آن توسط کنوانسیون سلاح های شیمیایی در سال ۱۹۹۳ غیرقانونی است. تابون اولین عامل اعصاب سری G به همراه GB (سارین)، GD (سومان) و GF (سیکلوسارین)است. اگرچه تابون خالص شفاف است، اما تابون با خلوص کمتر ممکن است قهوه ای باشد. تابون یک ماده شیمیایی فرار است، اگرچه کمتر از سارین یا سومان چنین است. تابون را می توان با استفاده از عوامل اکسید کننده معمولی مانند هیپوکلریت سدیم به صورت شیمیایی غیرفعال کرد. تابون در مقیاس صنعتی توسط آلمان در طول جنگ جهانی دوم بر اساس فرآیند توسعه یافته توسط گرهارد شریدر ساخته شد. در کارخانه مواد شیمیایی در دیهرن فورث ان اردر، با نام رمز "Hochwerk" به معنای شاهین شب، حداقل ۱۲۰۰۰ تن از این ماده بین سال های ۱۹۴۲ تا ۱۹۴۵ تولید شد. فرآیند تولید شامل دو مرحله بود، اولین مرحله واکنش دی متیل آمین گازی بود. مازاد فسفریل کلرید، دی کلرید دی متیل آمیدو فسفریک با نام رمز "محصول ۳۹" یا "D4") و دی متیل آمونیوم کلرید تولید می کند. دی کلرید دی متیل آمیدو فسفریک به دست آمده با تقطیر در خلاء خالص شد و سپس به خط تولید اصلی تابون منتقل شد. در اینجا با بیش از حد سیانید سدیم، پراکنده در کلروبنزن خشک واکنش داده شد، و دی سیانید دی متیل آمیدوفسفریک میانی (در طرح نشان داده نشده است) و کلرید سدیم به دست آمد. سپس، اتانول مطلق اضافه شد، و با دی سیانید دی متیل آمیدوفسفریک واکنش داد تا تابون و هیدروژن سیانید تولید شود. پس از واکنش، مخلوط (شامل حدود ۷۵ درصد کلروبنزن و ۲۵ درصد تابون، همراه با نمک های نامحلول و بقیه هیدروژن سیانید) برای حذف نمک های نامحلول فیلتر شد و برای حذف سیانید هیدروژن و کلروبنزن اضافی تقطیر در خلاء شد. تولید محصول فنی، شامل ۹۵% تابون با ۵٪ کلروبنزن (تابون A) یا (بعدا در جنگ) ۸۰٪ تابون با ۲۰٪ کلروبنزن(تابون B).